# Gøtugjógv
Gøtugjógv es una pequeña población de las Islas Feroe, en la isla Eysturoy que pertenece al municipio de Eystur. En 2012 contaba con 44 habitantes.
Gøtugjógv se encuentra en el interior de la bahía conocida como Gøtuvík, en la costa oriental de Eysturoy, en la zona conocida históricamente como Gøta ("calle" o "camino"). Gøtugjógv está localizado entre los pueblos de Norðragøta y Syðrugøta, ambos de mayores proporciones, con los que está prácticamente unido. Su posición central ha hecho que Gøtugjógv sea la sede de una escuela primaria que da servicio a los tres poblados. 
En Gøtugjógv se encuentra también la iglesia de Gøta, que es el templo luterano de la región. Esta iglesia de arquitectura moderna fue consagrada en 1995, contando con la visita de la reina Margarita II. En el presbiterio de la iglesia hay un gran vitral diseñado por el artista Tróndur Patursson.
En la escuela hay un relieve en bronce de Janus Kamban en honor a Tróndur i Gøtu, jefe vikingo oriundo de la región que combatió contra el cristianismo en las Islas Feroe.
Hay un pequeño bosque inducido que sirve de parque público.